# جو هايوود
جو هايوود (بالإنجليزية: Joe Haywood)‏ (1893 في المملكة المتحدة - ) هو لاعب كرة قدم بريطاني (وحمل سابقاً جنسية المملكة المتحدة لبريطانيا العظمى وأيرلندا) في مركز نصف الجناح. لعب مع مانشستر يونايتد.